# 三日浦

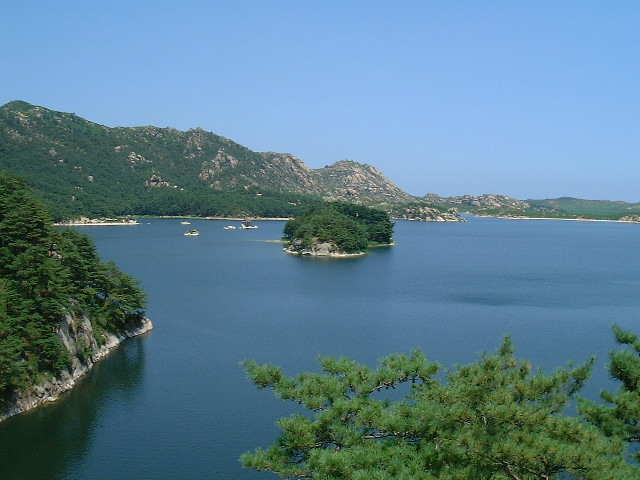
金刚山三日浦

三日浦（朝鲜语：／ Samilpo）是朝鲜民主主义人民共和国東南部江原道高城郡的天然湖泊，外觀呈南北伸長。它名列關東八景，是該國人民的觀光勝地。面積約0.76平方公里，周界約8公里，最深處高達4.2米，湖底為沙石，清澈見底。它的周邊有繁茂的森木，由36座山峰像屏風般圍繞著，東面隔著一道平原面向日本海。 
傳說新羅孝昭王原訂只到此地觀光遊覽一天，然而美景當前，樂而忘返，結果總共延期停留觀光遊覽了三日，因此得此美名。